# Конрад Михаляк
Конрад Губерт Михаляк (пол. Konrad Hubert Michalak; нар. 19 вересня 1997, Шпротава, Жаганський повіт, Любуське воєводство, Польща) — польський футболіст, півзахисник турецького «Коньяспору».

## Клубна кар'єра
Розпочав свою кар'єру в «Чарні» (Жагань), а в 2009 році перебрався до «Лехії» (Зелена-Гура). Закінчив середню школу в інтернаті, де він та його сусід по команді були єдиними вболівальниками «Легії». У 2013 році Конрад приєднався до молодіжки варшавської «Легії», де провів три роки, перш ніж дебютувати за основу у грудні 2016 року, вийшовши на 82-й хвилині замість Німані Ніколича.
10 лютого 2017 року відданий у піврічну оренду в «Заглемб'є» (Сосновець). 5 серпня 2017 року відданий в оренду у «Віслу» (Плоцьк). У 2018 році підписав контракт із «Лехією» (Гданськ).
3 червня 2019 року підписав 4-річний контракт із грозненським «Ахматом». Дебютував у російській Прем'єр-лізі 21 липня у матчі проти «Уралу», вийшовши на 79-й хвилині замість Бернарда Берішу. 31 січня 2020 року відправився в оренду до завершення сезону в турецьку команду «Анкарагюджю». 2 лютого 2020 року дебютував за нову команду. 24 серпня 2020 року перейшов в оренду до іншого турецького клубу «Чайкур Різеспор». 17 серпня 2021 року орендований «Коньяспором» на сезон 2021/22 років. 

## Кар'єра в збірній
Вперше викликаний до юнацької збірної Польщі (U-20) у вересні 2016 року і забив у дебютному матчі проти Швейцарії. У березні 2017 року його знову викликали на товариську гру з Італією. Через його виклик, який збігся з викликами одноклубників Себастьяна Мілевського та Роберта Барчака, матч клубу з Сосновця проти «Гурника» (Забже) довелося перенести, оскільки сосновецький клуб не мав достатньо підготовлених старших гравців.
Отримав виклик від Чеслава Міхневича до національної збірної Польщі на товариський матч із Шотландією 24 березня 2022 року та плей-оф кваліфікації чемпіонату світу 2022 проти Швеції 29 березня 2022 року. 

## Статистика виступів

### Клубна
Станом на 16 вересня 2019 года
| Клуб                   | Сезон             | Ліга              | Ліга  | Ліга | Кубки | Кубки | Єврокубки | Єврокубки | Інші  | Інші | Загалом | Загалом |
| Клуб                   | Сезон             | Дивізіон          | Матчі | Голи | Матчі | Голи  | Матчі     | Голи      | Матчі | Голи | Матчі   | Голи    |
| ---------------------- | ----------------- | ----------------- | ----- | ---- | ----- | ----- | --------- | --------- | ----- | ---- | ------- | ------- |
| «Легія»                | 2016/17           | Екстракляса       | 1     | 0    | 0     | 0     | 0         | 0         | 0     | 0    | 1       | 0       |
| «Легія»                | 2017/18           | Екстракляса       | 0     | 0    | 0     | 0     | 2         | 1         | 0     | 0    | 2       | 1       |
| «Легія»                | 2018/19           | Екстракляса       | 1     | 0    | 0     | 0     | 0         | 0         | 0     | 0    | 1       | 0       |
| «Легія»                | Загалом           | Загалом           | 2     | 0    | 0     | 0     | 2         | 1         | 0     | 0    | 4       | 1       |
| «Заглембє» (Сосновець) | 2016/17           | Перша ліга        | 15    | 2    | 0     | 0     | -         | -         | 0     | 0    | 15      | 2       |
| «Вісла» (Плоцьк)       | 2017/18           | Екстракляса       | 29    | 1    | 1     | 0     | -         | -         | 0     | 0    | 30      | 1       |
| «Лехія» (Гданськ)      | 2018/19           | Екстракляса       | 22    | 1    | 4     | 0     | -         | -         | 0     | 0    | 26      | 1       |
| «Ахмат»                | 2019/20           | РПЛ               | 3     | 0    |       |       | -         | -         |       |      | 3       | 0       |
| Усього за кар'єру      | Усього за кар'єру | Усього за кар'єру | 71    | 4    | 5     | 0     | 2         | 1         | 0     | 0    | 78      | 5       |

Коментарі
1. ↑  Виступи в кваліфікації Ліги чемпіонів УЄФА
2. ↑  Виступи в Кубку Польщі

## Досягнення
«Лехія» (Гданськ)
- Кубок Польщі
  -  Володар (1): 2019